# Tân Thạnh (huyện)
Tân Thạnh là một huyện thuộc tỉnh Long An, Việt Nam.

## Địa lý
Huyện Tân Thạnh nằm ở phía tây của tỉnh Long An, nằm cách thành phố Tân An khoảng 45 km về phía tây bắc theo quốc lộ 62, có vị trí địa lý:
- Phía đông giáp huyện Thạnh Hóa và huyện Tân Phước, tỉnh Tiền Giang
- Phía tây giáp huyện Tân Hưng và huyện Tháp Mười, tỉnh Đồng Tháp
- Phía nam giáp huyện Cái Bè và huyện Cai Lậy thuộc tỉnh Tiền Giang
- Phía bắc giáp thị xã Kiến Tường và huyện Mộc Hóa.

Theo thống kê năm 2019, huyện có diện tích 422,85 km², dân số là 77.537 người, mật độ dân số đạt 183 người/km².
Đây là huyện duy nhất trong số 6 huyện, thị thuộc vùng Đồng Tháp Mười của tỉnh Long An không giáp biên giới Campuchia.
Huyện có diện tích trồng tràm lớn nhất tỉnh. Tân Thạnh nằm ở vùng sâu của Đồng Tháp Mười, hàng năm chịu ảnh hưởng nặng nề của lũ lụt. Trong phân vùng địa lý kinh tế của tỉnh Long An, Tân Thạnh thuộc tiểu vùng 3 (gồm Vĩnh Hưng, Tân Hưng, Mộc Hóa, Tân Thạnh).

### Dân số - lao động
Dân số trung bình năm 1995 là 68.016 người đến năm 2001 là 76.202 người, mật độ dân số 179 người/km², chỉ bằng 60,88% mức trung bình mật độ dân số của tỉnh Long An (294 người/km²) nên Tân Thạnh được xem là huyện có mật độ dân số cao trung bình của tỉnh. Dân số thành thị có 5770 người(chiếm 7,57% dân số), dân số nông thôn 70.432 người (chiếm 92,43%), tốc độ tăng dân số bình quân 1,91%/năm.
Mật độ dân đông nhất là thị trấn Tân Thạnh 780 người/km², gấp 10,83 lần so với nơi có mật độ dân số thấp nhất là xã Nhơn Hòa 72 người/km². Mật độ dân số bình quân 179 người/km².
Tổng số lao động toàn huyện năm 2001 là 39.683 người; trong đó, nông - lâm nghiệp 33.960 người (chiếm 85,6%), công nghiệp - TTCN 643 người (chiếm 1,6%) và thương mại - dịch vụ 3.265 người (chiếm 8,2%), lao động khác 1.815 người chiếm 4,6%. Như vậy, nguồn nhân lực tập trung chủ yếu cho nông - lâm nghiệp, việc chuyển dịch cơ cấu lao động giữa các ngành diễn ra chậm.
Nguồn nhân lực ở huyện Tân Thạnh có chất lượng thấp, đây là một nguyên nhân ảnh hưởng đến phát triển kinh tế vì nhân lực là nhân tố quan trọng hàng đầu của lực lượng sản xuất. Số lao động có chuyên môn kỹ thuật và quản lý trong các ngành là 567 người (chiếm 1,42% lao động xã hội); trong đó, đại học: 195 người, cao đẳng 245 người, trung cấp 127 người. Nếu kể cả trình độ sơ cấp và công nhân kỹ thuật ước khoảng 3.2% thì tổng số lao động được đào tạo là 4,62%, song lại tập trung ở khu vực quản lý nhà nước, giáo dục, y tế. Do vậy, đây là một tồn tại lớn của huyện Tân Thạnh.
Để phát triển kinh tế - xã hội, nhất thiết phải đào tạo, nâng cao mặt bằng dân trí, trình độ chuyên môn cho người lao động, để họ có khả năng tiếp thu và ứng dụng khoa học - kỹ thuật vào sản xuất.

### Khí hậu
Khí hậu huyện Tân Thạnh mang tính chất đặc trưng nhiệt đới gió mùa với nền nhiệt cao đều quanh năm, ánh sáng dồi dào, lượng mưa khá lớn và phân bố theo mùa. Nhiệt độ bình quân năm là 27,2 °C, tháng 5 là tháng nóng nhất với nhiệt độ trung bình 29,3 °C và tháng 1 có nhiệt độ thấp nhất 25 °C. Biên độ nhiệt trong năm dao động khoảng 4,3 °C và biên độ nhiệt ngày và đêm dao động cao (từ 8 °C đến 10 °C). Đây là điều kiện thuận lợi cho sản xuất nông nghiệp theo hướng thâm canh, đặc biệt là cây lúa, ngô, rau đậu thực phẩm. Lượng mưa trung bình năm khá lớn 1.447,7 mm/năm và phân bố theo mùa rõ rệt. Mùa mưa trùng với mùa lũ gây ngập úng, cản trở quá trình sản xuất nông nghiệp và phát triển kinh tế - xã hội của huyện.